# Prienai
Prienai is een stad in het zuiden van Litouwen en ligt aan de rivier de Memel. In 2016 had de stad 9.131 inwoners. 

## Geschiedenis
De stad werd voor het eerst genoemd in 1502, toen de groothertog van Litouwen, Alexander van Polen het land overdroeg aan de nobele Mykolas Glinskis. De stad kreeg in 1609 stadrechten (van Maagdenburg), waarna een periode van economische voorspoed begon. 
Prienai werd zwaar getroffen in de Tweede Wereldoorlog, toen het veel van zijn bewoners verloor door de Nazi-bezetting.

## Bekende personen

### Geboren
- Mindaugas Barauskas (1980), darter